# Ченгде
Ченгде (承德) град је Кини у покрајини Хебеј. Према процени из 2009. у граду је живело 460.907 становника.

## Историја
Како би ојачао контролу монголског подручја и одбрану северне границе земље, влада династије Ћинг је основала Ловно подручје Мулан на монголским травњацима, око 350 км од Пекинга. Сваке године Цар би у лов у Мулан повео своје министре и осам својих стандардних царских јединица, заједно са својом породицом и конкубинама. Да би ловиште одговарао овој пратњи од неколико хиљада људи, изграђене су 21 привремене палате, међу њима Планински летниковац (познат и као „Привремена царска палата Рехе") и његови припадајући храмови. Изградња је започела 1703, а задњи пројект је довршен 1792. године, за време владавине трију узастопна цара династије Ћинг (Канг-сји, Јунг-џенг и Ћијен-лунг). Рад је спроведен у две фазе:
- 1703.-14. - отварање површине језера, изградња насипа и острваца, припреме за градњу палата, павиљона, и зидина палате.
- 1741.-54. - надоградња палаче и сликовитих вртова. Између 1713. и 1780. године изграђени су и околни Храмови.

Пропашћу династије Ћинг 1911. године, напуштен је и Планински летниковац у Ченгдеу.

## Становништво
Према процени, у граду је 2009. живело 460.907 становника.
| 1990.   | 2000.   | 2009    |
| ------- | ------- | ------- |
| 365.519 | 422.778 | 460.907 |